# Дятиловка
Дятиловка (укр. Дятилівка) — село в Славутском районе Хмельницкой области Украины.
Население по переписи 2001 года составляло 226 человек. Почтовый индекс — 30080. Телефонный код — 3842. Занимает площадь 11,7 км². Код КОАТУУ — 6823986502.

## Местный совет
30080, Хмельницкая обл., Славутский р-н, с. Ногачовка